# 손영희
손영희(1993년 4월 24일~)은 대한민국의 역도 선수이다.

## 경력
2022년 아시안 게임에서 박혜정에 이어 은메달을 획득하였다.